# Organizzazione per il clima e l'economia circolare
L'Organizzazione per il clima e l'economia circolare (OCCE) è una federazione di interesse generale di attori dell'economia circolare. Fondata nel 2018, è stata creata in risposta ai requisiti dell'agenda dell'Unione europea  per il 2015 e al suo piano d'azione intitolato "chiudere il cerchio". L'OCCE mira a far emergere un modello di business adeguato al Green New Deal a livello europeo e internazionale.  La federazione è un attore importante nella piattaforma degli attori europei dell'economia circolare.

## Organizzazione
L'Organizzazione per il clima e l'economia circolare (OCCE) è ufficialmente registrata come associazione senza scopo di lucro di diritto belga con sede a Bruxelles. L'obiettivo della federazione è quello di partecipare all'attuazione di una politica favorevole alla protezione degli ecosistemi e del clima, ma anche all'emergere di nuovi modelli economici basati sulla circolarità (trasformazione dei rifiuti in nuove risorse).
Per dimostrare le prestazioni dei modelli circolari, l'Organizzazione per il clima e l'economia circolare (OCCE) fornisce strumenti di simulazione online. Questi strumenti permettono di valutare l'impatto economico della circolarità: conservazione e creazione di valore, creazione di posti di lavoro, consumo di energia e basso impatto ambientale. 
OCCE avvia anche progetti tecnologici, dimostratori ed esperimenti nei territori per convalidare la fattibilità e la pertinenza dei suoi approcci.
OCCE conduce riflessioni e approcci innovativi verso numerosi temi di circolarità: salute, acqua, finanza verde, plastica, rifiuti edilizi e autonomia territoriale (soprattutto l'insularità). 

## Governance
Christophe Debien è presidente dell'OCCE dal dicembre 2019.
Dal dicembre 2019 l'ufficio OCCE è composto da Marcel Turbaux, Luca Dal Fabbro,  Jean Hornain, Christine Albanel, Eleonora Rizzuto, Gilles Rogers-Boutbien, Jean-Pierre Blat, Marc Ferrari, Philippe Tuzzolino e Axel Darut. I membri aderenti sono costituiti da start-up, aziende, associazioni, sindacati, fondi di investimento, amministrazioni ed enti locali in tutta Europa. 

## Attività
La proposta legislativa interrotta nel dicembre 2014, riguardante il pacchetto della Commissione Barroso  sull'economia circolare, è stata oggetto di molte critiche. Di conseguenza, è emerso un piano d'azione nell'ambito dell'Agenda 2015 della Commissione europea. Per farla diventare realtà, OCCE aspira alla partecipazione di tutti i soggetti interessati, qualunque sia il loro livello di azione e il loro settore di attività. Attraversando riflessioni multidisciplinari sui valori e le innovazioni necessarie di fronte al modello lineare, la federazione contribuisce all'emergere di nuove normative europee e internazionali. Inoltre, avvia tecniche e sperimentazioni territoriali basate sul riciclaggio, il riutilizzo e l'economia legata ai cortocircuiti.